# Nội chiến Anh
Nội chiến Anh (English Civil War, 1642–1651), sử liệu Mác-xít còn gọi là Cách mạng tư sản Anh, là một loạt các xung đột  giữa phe Nghị hội ("Viên Đầu đảng") và phe Bảo hoàng ("Kị Sĩ đảng") xoay quanh thể chế chính trị tại Anh và vấn đề tự do tôn giáo. Các cuộc chiến này thường được các sử gia chia làm ba giai đoạn:
- Nội chiến Anh lần thứ nhất (1642-1646), giữa phe Bảo hoàng Anh của vua Charles I với quốc hội dài hạn.
- Nội chiến Anh lần thứ nhì (1648-1649), giữa phe Bảo hoàng Anh của vua Charles I với quốc hội dài hạn.
- Nội chiến Anh lần thứ ba (1649-1651), giữa phe Bảo hoàng của vua Charles II và nhóm dân biểu còn lại.

## Bối cảnh

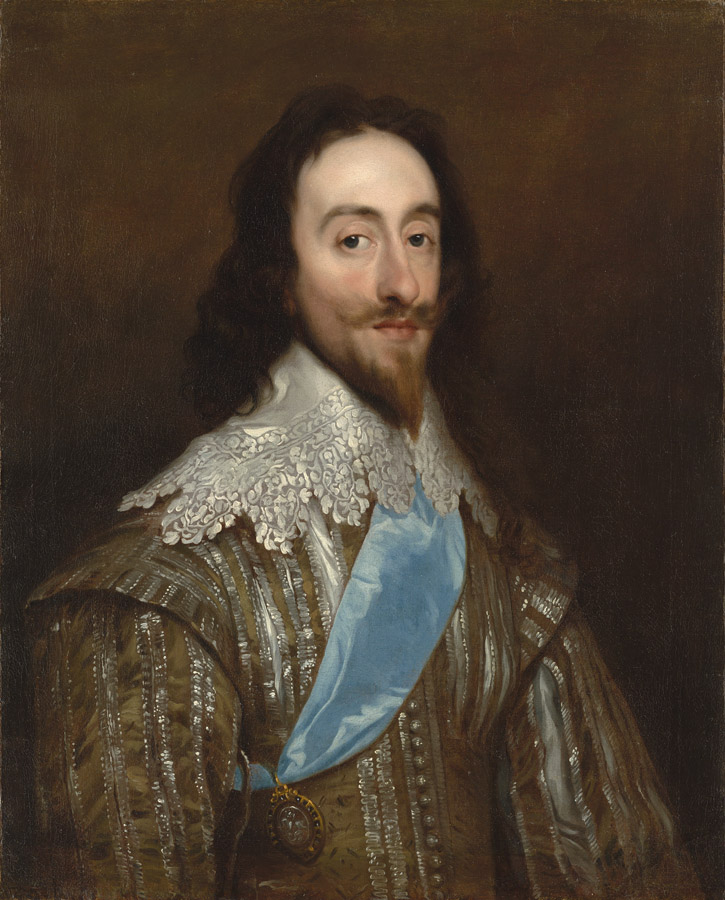
Vua Charles I của Anh

Sau khi vua James I qua đời vào năm 1625, Thái tử Charles lên nối ngôi, tức là vua Charles I.
Năm 1625, vua Charles cưới Henrietta Maria, con gái vua Henri IV của Pháp. Cuộc hôn nhân này không được quần thần và thần dân Anh tán tưởng vì Vương hậu Maria là một tín đồ Công giáo La Mã ngoan đạo, lại được nuôi dưỡng trong một chế độ quân chủ tuyệt đối. Về sau, sự ảnh hưởng của Maria đối với các chính sách của Charles khiến cho giữa ông và Quốc hội xảy ra tranh chấp.
Cũng như đối với vua James, vấn đề trọng đại được đặt ra là quốc vương Anh có thể là vị vua có quyền lực tuyệt đối như các vương triều châu Âu khác, hay các quyền làm luật và đánh thuế của nhà vua đều bị giới hạn bởi Quốc hội. Ngoài ra, còn có vấn đề tôn giáo nữa. Nhiều cận thần của vua Charles I theo Thanh giáo (Puritan) muốn huỷ bỏ một số lễ nghi của Công giáo Rôma và e ngại nhà vua sẽ phục hồi Công giáo (Catholic). Như vậy, giữa nhà vua và quốc hội có sự bất tín nhiệm lẫn nhau. Do cuộc chiến tranh với Tây Ban Nha và Pháp, vua Charles rất cần tiền chi phí chiến tranh nhưng quốc hội lại không chịu bỏ phiếu phê chuẩn số tiền mà ông cần đến. Vua Charles đành phải tiết kiệm tiền bằng cách cho quân sĩ sống nhờ nhà dân và buộc các nhà giàu phải cho triều đình vay tiền, những người từ chối sẽ bị tống giam vào ngục. Hành động này của vua Charles I và các quyết định bất thường khác đã khiến cho các vị lãnh đạo quốc hội Anh phản đối, vị họ cho rằng các chính sách này vi phạm đến các tự do hiến định của nhân dân. Sự tranh chấp lên tới mức độ căng thẳng khiến cho nhà vua phải giải tán quốc hội hai lần.
Năm 1628, vua Charles triệu tập quốc hội thứ ba và sự thù nghịch giữa nhà vua với quốc hội càng tăng thêm rõ ràng. Quốc hội thứ ba đã xác nhận lời trách cứ của họ đối với các yêu sách bất hợp pháp của nhà vua, buộc ông phải nhận đơn thỉnh nguyện trong đó liệt kê "các quyền lợi khác nhau và các tự do của thần dân". Đơn thỉnh nguyện về quyền lợi này đề nghị huỷ bỏ việc bắt buộc vay tiền và đóng quân tại nhà dân, đồng thời cũng xác nhận rằng quốc hội có quyền giới hạn các quyền lực của nhà vua. Để có tiền, vua Charles I đã ký nhận đơn thỉnh nguyện rồi về sau, do cảm thấy bị mất thể diện, ông đã giải tán quốc hội thứ ba năm 1629 và trong vòng 11 năm tiếp theo, ông trị vì mà không triệu tập quốc hội nữa. Cũng trong thời gian này, ông không thèm đếm xỉa tới các lời thỉnh cầu và với một số cận thần. Ông còn nghĩ đền nhiều cách gây quỹ làm mất lòng dân, chẳng hạn như để trang bị một hạm đội, nhà vua đòi thần dân nộp "tiền đóng tàu" (ship money) và coi đây không phải là một thứ thuế. Thần dân Anh đã phản kháng việc này và trong số đó có ông John Hampden đã từ chối nộp 20 bảng Anh và đã táo bạo đưa vấn đề ra toà án để tranh cãi.
Năm 1633, William Laud, Tổng Giám mục Canterbury, theo sự ủng hộ của vua Charles I, muốn áp dụng Anh giáo Thượng giáo hội vào toàn thể nước Anh và Scotland. Việc tổng giám mục Laud bắt dùng Sách Cầu nguyện Chung (Book of Common Prayer) tại các nhà thờ Scotland đã khiến cho dân Scotland nổi lên chống đối. Do không thể dẹp loạn, vua Charles I phải triệu tập một quốc hội vào năm 1640 nhưng lại hạ lệnh giải tán chỉ 5 ngày sau đó. Đây là quốc hội Ngắn hạn (the Short Parliament). Nhưng sự bất lực của nhà vua đã khiến cho một quốc hội thành lập cùng năm ấy quốc hội mới thông qua một nghị quyết kể từ này, quốc hội sẽ không bị giải tán nếu không có sự đồng ý của chính họ. Người đương thời đã gọi đây là Quốc hội Dài hạn (The Long Parliament).
Ngay sau đó quốc hội Dài hạn đã tống giam Thomas Wentworth, Bá tước Strafford thứ nhất cùng với Tổng Giám mục Laud vào Tháp Luân Đôn (The Tower of London). Năm 1641, Bá tước Strafford bị hành quyết và Tổng Giám mục Laud phải chịu chung số phận vào 4 năm sau. Đồng thời, quốc hội Anh phổ biến tới toàn dân "Bài khiển trách lớn lao" (the Grand Remonstrace), trong đó liệt kê lỗi lầm của nhà vua và đòi hỏi các bộ trưởng phải chịu trách nhiệm trước quốc hội, đòi hỏi nhà vua không được đánh thuế dân chúng nếu không có sự đồng ý của quốc hội. Vua Charles I lúc đấy đã không muốn từ bỏ một uy quyền nào. Năm 1642, ông đã nổi giận, dẫn một toán binh sĩ trang bị đầy đủ khí giới, xông vào Toà Nhà Quốc hội để bắt 5 dân biểu hàng đầu, thường tỏ ra chống đối Charles I. Nhưng 5 người này đã được báo trước và trốn chạy. Hành động của Charles đã nhanh chóng gây ra cuộc nội chiến, và ông đã bỏ chạy lên mạn bắc nước Anh chuẩn bị lực lượng chống lại Quốc hội và nhân dân.

## Diễn biến
Cả Vương thất và quốc hội đều lo tập trung quân đội. Có một nửa nhân viên quốc hội ủng hộ Vương thất, được gọi là các "kị binh" (cavaliers), gồm các nhà quý tộc và phần lớn các, trong khi những người gọi là các "kẻ đầu tròn" (roundheads) vì họ cắt tóc thật sát. Các "kẻ đầu tròn" khi đó đã kiểm soát được thành phố Luân Đôn, điều khiển được hải quân và có quyền đánh thuế để tăng ngân quỹ. Tháng 8 năm 1642, cuộc nội chiến bùng nổ, phe quốc hội hay các "kẻ đầu tròn" đã sớm tìm ra một vị chỉ huy quân sự có tài, đó là ông Oliver Cromwell - một người Thanh giáo.

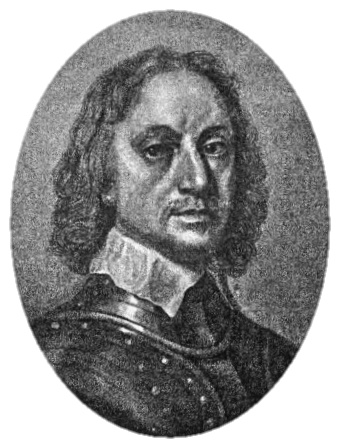
Oliver Cromwell

Tháng 7 năm 1644, trong trận chiến Marston Moor gần xứ York, Vương thân Ruper đã đưa một đạo quân bảo hoàng đánh vào cánh phải của quân quốc hội thì bất ngờ, quân kị binh của Cromwell từ bên trái đánh sang và giành chiến thắng, khiến cho Vương thân Ruper phải gọi đội kị binh của Cromwell là đạo quân "sườn sắt" (the Ironsides).
Cuộc nội chiến ngày càng tiếp diễn, vai trò của Cromwell ngày càng trở nên quan trọng. Cromwell đã tổ chức lại quân đội theo kiểu mẫu đạo quân "sườn sắt" và đại phá Vương quân trong trận chiến cuối cùng Naseby vào tháng 6 năm 1645. Đầu năm sau (1646), vua Charles phải chạy sang Scotland nhưng bị dân xứ này bắt được và giao cho nhân dân Anh.
Nước Anh thời kỳ này được trị vì bởi các lãnh đạo quân đội và nhóm dân biểu "còn lại" (the Rump) của quốc hội năm 1640, là những người rất trung thành với lý tưởng Thanh giáo. Các nhà lãnh đạo này đều cho rằng Charles không đáng tin cậy và độc đoán, cần phải trừ khử. Ngày 20 tháng 1 năm 1649, trước sức ép của nhân dân và quân đội,Charles bị đưa ra xét xử vì tội "phản bội". Ngày 30 tháng 1 cùng năm nhà vua bị kết án là "bạo chúa, phản bội, sát nhân và là kẻ thù của nhân dân" và bị xử tử trước sự chứng kiến của đông đảo quần chúng.
Oliver Cromwell sau đó lên nắm quyền, thiết lập chế độ độc tài khiến người dân oán hận. Tới khi Oliver Cromwell qua đời, nước Anh đã chán ngán với sự cai trị của Thanh giáo, nhiều người muốn dàn xếp những mối bất hoà cũ và khôi phục lại chế độ quân chủ, vua Charles II được mời quay trở lại triều đình năm 1660 nhưng vẫn muốn giữ những thành quả của cách mạng. Khi ấy Hiến pháp được đưa ra với quy định rằng Nhà vua và Nghị viện sẽ cùng cai trị, dù trên thực tế mãi tới thế kỷ sau quy định này mới được thực sự áp dụng trong thực tế. Với việc thành lập Hội Hoàng gia, khoa học và nghệ thuật được khuyến khích phát triển. Năm 1688, chế độ quân chủ lập hiến chính thức được xác lập, với Vương công xứ Orange là William III nắm quyền, nhưng quyền lợi lại nằm trong tay tư sản và quý tộc mới.

## Ý nghĩa
Lực lượng cách mạng chiến thắng trong cuộc nội chiến tại Anh nhờ được quần chúng ủng hộ và tham gia đấu tranh. Cách mạng dọn đường cho chủ nghĩa tư bản phát triển mạnh mẽ hơn, thể hiện sự thắng thế của giai cấp tư sản và quý tộc đối với nhà vua, báo hiệu sự suy vong của chế độ quân chủ chuyên chế và dần được thay thế bởi chế độ quân chủ lập hiến, một hình thức nhà nước dân chủ. Sau cuộc cách mạng này nhà vua phải chia sẻ quyền lực với Quốc hội và chịu sự chế định của Hiến pháp.